# Coccothrinax barbadensis
Coccothrinax barbadensis är en enhjärtbladig växtart som först beskrevs av Conrad Loddiges och Carl Friedrich Philipp von Martius, och fick sitt nu gällande namn av Odoardo Beccari. Coccothrinax barbadensis ingår i släktet Coccothrinax och familjen Arecaceae. Inga underarter finns listade i Catalogue of Life.

## Bildgalleri

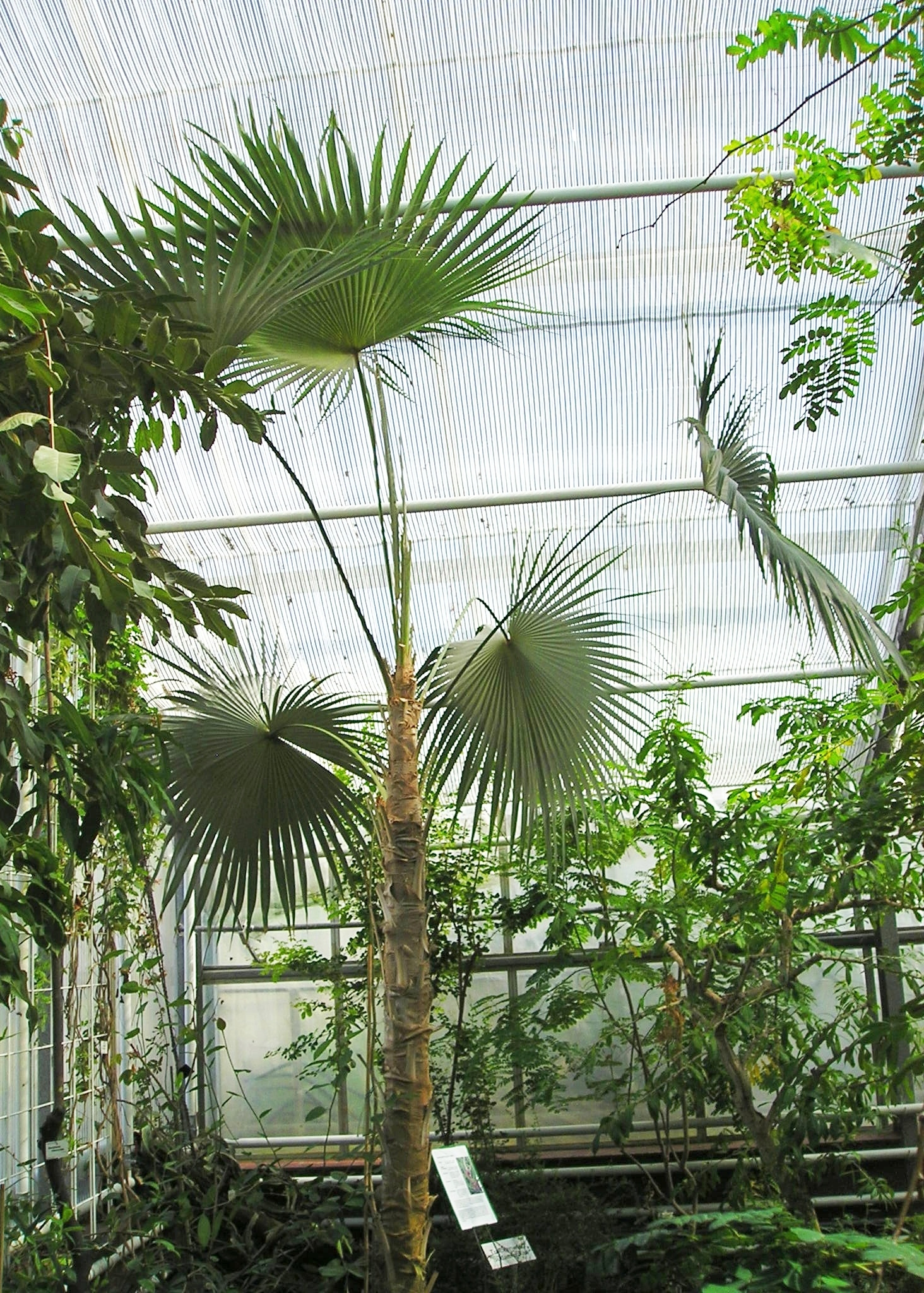